# Церква святого Архістратига Михаїла (Лосятин)
Храм святого Архістратига Михаїла в Лосятині — парафія  Кременецького благочиння Тернопільської єпархії Православної церкви України в селі Лосятин Кременецький району Тернопільської области.

## Історія храму
Згідно з переказами старожилів, до Першої світової війни в селі існував дерев'яний храм. Громада розпочала будівництво цегляної церкви, але її розібрали, а з матеріалів збудували баню для австро-угорських військових[джерело?].
У 1920-х роках Семен Голуб, Іван та Олексій Стецюки ініціювали переобладнання дерев'яно-глиняної хати під храм. Згодом, за настоятеля о. Антонія Каспровського, його перебудували на цегляний[джерело?].
За о. Ростислава Мельника збудували нову дзвіницю[джерело?].
Митрополит Яків (Панчук) був головним фундатором нового храму, надаючи значну фінансову та матеріальну підтримку. У 2024 році, на знак вшанування його пам'яті, вулицю За церквою перейменували на вулицю Митрополита Якова Панчука[джерело?].
З приходом на парафію о. Василя Хоміцького розпочалося патріотичне виховання вірян, а церковний хор почав виконувати піснеспіви українською мовою[джерело?].
6 грудня 2013 року архиєпископ Нестор (Писик) освятив церковний музей Митрополита Якова Панчука[джерело?].
Восени 2022 року після роботи настоятеля, 25 грудня парафія вперше провела різдвяне богослужіння за новим стилем. 2 лютого 2023 року Синод ПЦУ дозволив Лосятинській парафії перейти на новоюліанський календар, і з 19 лютого 2023 року вона стала першою в Тернопільській області, яка це зробила. Настоятель о. Василь Хоміцький самотужки уклав церковний календар для громади[джерело?].
Напередодні 30-річчя храму його стіни відреставрували, пофарбували у білий колір та встановили новий іконостас[джерело?].

## Парохи
- о. Антоній Каспровський (1920-ті—1938),
- о. Петро Сімора,
- о. Ростислав Мельник,
- о. Мирослав Білоус,
- о. Іван Романович Мазурчук (1993)[джерело?],
- о. Іван Мазурчук (1997—2006),
- о. Василь Хоміцький (з 2006).